# Przyłęk (gemeente)
De gemeente Przyłęk is een landgemeente in het Poolse woiwodschap Mazovië, in powiat Zwoleński.
De zetel van de gemeente is in Przyłęk.
Op 30 juni 2004 telde de gemeente 6545 inwoners.

## Oppervlakte gegevens
In 2002 bedroeg de totale oppervlakte van gemeente Przyłęk 130,89 km², waarvan:
- agrarisch gebied: 79%
- bossen: 11%

De gemeente beslaat 22,91% van de totale oppervlakte van de powiat.

## Demografie
Stand op 30 juni 2004:
| Omschrijving                   | Totaal | Totaal | Vrouwen | Vrouwen | Mannen | Mannen |
| ------------------------------ | ------ | ------ | ------- | ------- | ------ | ------ |
| eenheid                        | aantal | %      | aantal  | %       | aantal | %      |
| inwoners                       | 6545   | 100    | 3220    | 49,2    | 3325   | 50,8   |
| bevolkingsdichtheid (inw./km²) | 50     | 50     | 24,6    | 24,6    | 25,4   | 25,4   |

In 2002 bedroeg het gemiddelde inkomen per inwoner 1201,15 zł.

## Administratieve plaatsen (sołectwo)
Andrzejów, Babin, Baryczka, Grabów nad Wisłą, Helenów, Ignaców, Kulczyn, Krzywda, Lipiny, Lucimia, Łagów, Łaguszów, Ławeczko Nowe, Ławeczko Stare, Mierziączka, Mszadla Dolna, Mszadla Nowa, Mszadla Stara, Okrężnica, Pająków, Przyłęk, Rudki, Stefanów, Szlachecki Las, Wysocin, Wólka Łagowska, Wólka Zamojska, Załazy, Zamość Nowy, Zamość Stary.
Zonder de status sołectwo : Ruda.

## Aangrenzende gemeenten
Chotcza, Janowiec, Policzna, Puławy, Wilków, Zwoleń